# Cesena F.C.
Cesena Football Club là một câu lạc bộ bóng đá Ý có trụ sở tại Cesena, Emilia-Romagna. Hiện đội đang chơi ở Serie B của Ý mùa giải 2024–25 sau khi thăng hạng từ Serie C mùa giải 2023–24. Đội đã tự nhận là câu lạc bộ kế thừa của A.C. Cesena kể từ năm 2018, năm mà câu lạc bộ này giải thể.

## Lịch sử
Câu lạc bộ được thành lập vào năm 1973, lúc đó được gọi là Polisportiva Martorano.

### Serie D
Trong mùa 2012-13, đội được thăng hạng lần đầu tiên, từ Eccellenza Emilia-Romagna Bảng B lên Serie D 2013–14 Bảng D, với tên Romagna Centro.  Câu lạc bộ cũng được so sánh với Chievo, là đội thứ hai sau Hellas Verona, nhưng được thăng hạng lên Serie A.

### RC Cesena

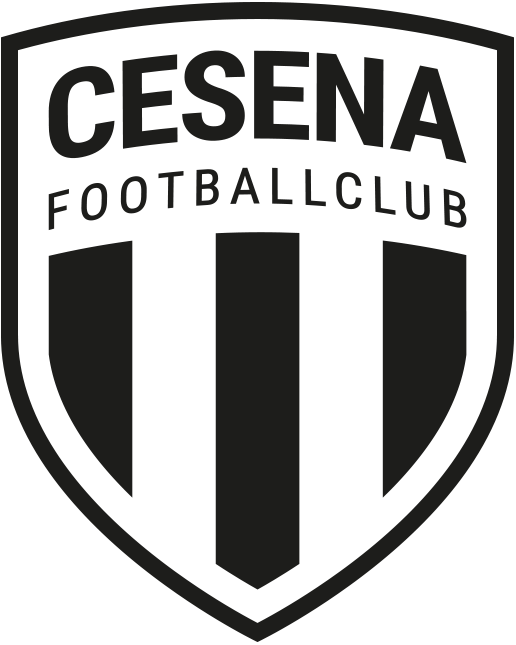
Logo chuyển tiếp cho đến khi đạt được thỏa thuận với AC Cesena được tìm thấy vào cuối năm 2018.

Vào tháng 7 năm 2018, sau khi đội bóng đá chính của thành phố phá sản, A.C. Cesena, một nhóm doanh nhân địa phương đã mua lại Romagna Centro và đề nghị đổi tên thành Cesena F.C., để hoạt động như một câu lạc bộ kế thừa. Tuy nhiên, quyền hình ảnh của A.C. Cesena vẫn chưa có được. Câu lạc bộ cũng đã chơi một trận giao hữu với câu lạc bộ Rumani Universitatea Cluj vào trước mùa giải 2018-19. Vào tháng 7 năm 2018, Romagna Centro cũng tuyên bố rằng đội trẻ sẽ được đào tạo với các cựu cầu thủ A.C. Cesena. Tuy nhiên, câu lạc bộ sau đó được biết đến với cái tên R.C. Cesena, và được chỉ định vào bảng F của Serie D 2018-19.

### Cesena FC
Sau khi giành quyền thăng hạng ngay lập tức lên Serie D, câu lạc bộ được đổi tên thành Câu lạc bộ bóng đá Cesena (Cesena Football Club, Cesena FC).
Trong mùa giải 2019–20, câu lạc bộ thi đấu ở Girone B của Serie C.
Vào mùa giải 2023–24, Cesena đã giành quyền thăng hạng lên Serie B vào mùa giải tiếp theo với tư cách là nhà vô địch Serie C Girone B.

## Màu sắc và huy hiệu
Với tư cách là Romagna Centro, màu áo của đội là lam nhạt và trắng.
Màu áo hiện tại là đen và trắng nên biệt danh của câu lạc bộ là "bianconeri".

## Sân vận động
Câu lạc bộ thi đấu các trận đấu trên sân nhà tại Trung tâm thể thao Romagna, nằm ở Via Calcinaro, Martorano frazione. Câu lạc bộ cũng đã chơi các trận đấu trên sân nhà Serie D của họ ở sân vận động Dino Manuzzi, sân vận động lớn hơn trong thành phố.
Sân vận động này khá nổi tiếng ở Ý và cũng đã tổ chức một số trận đấu U-21 Euro 2019, các trận đấu từ thiện và một số sự kiện khác như buổi hòa nhạc.

## Danh hiệu
- Serie C
  - Vô địch (1): 2023–24
- Serie D
  - Vô địch (1): 2018–19
- Eccellenza:
  - Vô địch (1): 2012–13

## Cầu thủ

### Đội hình hiện tại
Tính đến ngày 1/2/2024
Ghi chú: Quốc kỳ chỉ đội tuyển quốc gia được xác định rõ trong điều lệ tư cách FIFA. Các cầu thủ có thể giữ hơn một quốc tịch ngoài FIFA.
| Số | VT | Quốc gia     | Cầu thủ            |
| -- | -- | ------------ | ------------------ |
| 1  | TM | Ý            | Matteo Pisseri     |
| 4  | TV | Ý            | Riccardo Chiarello |
| 5  | TV | Ý            | Ivan Varone        |
| 7  | TĐ | Ý            | Daniele Donnarumma |
| 8  | TV | Ý            | Saber Hraiech      |
| 9  | TĐ | Albania      | Cristian Shpendi   |
| 10 | TĐ | Sierra Leone | Augustus Kargbo    |
| 11 | TĐ | Ý            | Roberto Ogunseye   |
| 13 | HV | Ý            | Luca Coccolo       |
| 14 | TV | Ý            | Tommaso Berti      |
| 15 | HV | Ý            | Andrea Ciofi       |
| 17 | TV | Ý            | Emanuele Adamo     |
| 18 | TĐ | Ý            | Simone Corazza     |
| 19 | HV | Ý            | Giuseppe Prestia   |

| Số | VT | Quốc gia | Cầu thủ                               |
| -- | -- | -------- | ------------------------------------- |
| 20 | TV | Ý        | Francesco De Rose (đội trưởng)        |
| 24 | TV | Ý        | Edoardo Pierozzi (mượn từ Fiorentina) |
| 25 | HV | Ý        | Antonio David                         |
| 26 | HV | Ý        | Matteo Piacentini                     |
| 28 | HV | Ý        | Luigi Silvestri                       |
| 30 | TV | Ý        | Alessandro Giovannini                 |
| 33 | TM | Hoa Kỳ   | Jonathan Klinsmann                    |
| 34 | TM | Ý        | Giulio Veliaj                         |
| 46 | TM | Ý        | Alessandro Bagli                      |
| 61 | TM | Ý        | Alessandro Siano                      |
| 70 | TV | Ý        | Matteo Francesconi                    |
| 73 | HV | Ý        | Simone Pieraccini                     |
| 77 | TV | Ý        | Giovanni Nannelli                     |